# روکافورته موندووی
روکافورته موندووی (به ایتالیایی: Roccaforte Mondovì) یک کومونه در ایتالیا است که در استان کونیو واقع شده‌است. روکافورته موندووی ۸۴٫۷ کیلومتر مربع مساحت و ۲٬۱۳۴ نفر جمعیت دارد و ۵۷۴ متر بالاتر از سطح دریا واقع شده‌است.